# Only
Az Only az ausztráliai Tommy Emmanuel gitáros 2000-ben megjelent első akusztikus gitáros szólóalbuma.

## Számok
Az összes számot Tommy Emmanuel szerezte:
1. Those Who Wait – 4:19
2. I've Always Thought Of You – 3:40
3. Mombasa – 3:01
4. Timberlake Road  – 3:04
5. Questions – 4:09
6. Padre – 4:48
7. Luttrell – 2:25
8. Since We Met – 3:23
9. Drivetime – 3:43
10. Robin – 3:26
11. Train To Dusseldorf – 2:31
12. Biskie – 1:31
13. Stay Close To Me – 2:33
14. Ol' Brother Hubbard – 2:57

## Közreműködők
- Tommy Emmanuel - gitár, ének
- Rod Tamlyn – producer, vezető producer, keverés
- Nancy Lee Andrews – fotós
- Richard Lush – keverés
- Jonathan Russell – mastering